# Dana Brooke
Ashley Mae Sebera (* 29. November 1988 in Seven Hills, Ohio) ist eine amerikanische Wrestlerin. Sie steht derzeit bei der TNA unter Vertrag und tritt regelmäßig in deren Show TNA Impact! auf. Ihr bislang größter Erfolg ist der neunfache Erhalt der WWE 24/7 Championship.

## Wrestling-Karriere

### World Wrestling Entertainment (2013–2023)
Sebera unterzeichnete im Juli 2013 einen Vertrag mit der WWE und begann ihr Training im WWE Performance Center. Bei NXT TakeOver: Fatal 4-Way trat Brooke mit Tyler Breeze zum ersten Mal für NXT in einem Backstage-Segment auf. Eine Woche später gab Brooke ihr professionelles Wrestling-In-Ring-Debüt.
Brooke gab ihr In-Ring-Debüt im Fernsehen in der NXT-Folge vom 15. April 2015 und besiegte Blue Pants. In ihrer Zeit bei NXT hatte sie Fehden mit Bayley, Charlotte Flair und Asuka. Am 23. März 2016 erfolgte ihr letzter Auftritt bei NXT.
Brooke gab ihr Mainroaster-Debüt in der Raw-Folge vom 9. Mai 2016. Sie tat sich kurz darauf mit Charlotte Flair zusammen. Brooke und Charlotte begannen mit Sasha Banks zu fehden. Als Teil des WWE-Drafts am 19. Juli 2016 wurde Brooke zu Raw gedraftet. In der Folge von Raw vom 13. März 2017 verlor Brooke gegen Banks und wurde dann von Charlotte mehrfach beleidigt. Brooke wandte sich gegen Flair und griff sie an. Brookes Fehde mit Charlotte endete, nachdem Charlotte während des Superstar Shake-ups 2017 zu SmackDown wechselte.
Gegen Ende 2017 schloss sich Brooke der Fraktion Titus Worldwide, bestehend Apollo Crews und Titus O’Neil, an. In der Folge von Raw vom 3. September tat sich Brooke mit Ember Moon zusammen, um gegen Banks und Bayley in einem Tag-Team-Match anzutreten. Durch eine Ablenkung von Crews und O’Neil verloren sie das Match. Hiernach beendete sie die Zusammenarbeit mit Titus Worldwide.
Am 16. Oktober 2019 wurde Brooke als Teil des WWE-Drafts 2019 zu SmackDown gedraftet. Nach dem Wechsel erhielt sie mehr Fernsehzeit und zeigte ihre verbesserten Fähigkeiten. Im Dezember 2019 gab Brooke bekannt, dass sie einen neuen Fünfjahresvertrag unterzeichnet hatte.
In der SmackDown-Folge vom 6. März 2020 tat sich Brooke mit Carmella in einem Tag Team-Match zusammen, das sie nicht gewann. Brooke sollte am SmackDown Women’s Championship Match bei WrestleMania 36 teilnehmen. Das Match musste jedoch geändert werden, da sie aus diesem Match ausgeschlossen wurde, da Brooke während der COVID-19-Pandemie in den Vereinigten Staaten vorsorglich unter Quarantäne gestellt wurde.
Am 28. September wechselte sie im Rahmen eines Matches zu Raw. Dort bestritt sie zusammen mit Mandy Rose ein Tag-Team-Match gegen Natalya und Lana, dieses konnte sie gewinnen. Am 22. November 2021 gewann sie die WWE 24/7 Championship, hierfür besiegte sie Cedric Alexander. Die Regentschaft hielt 84 Tage und sie verlor den Titel am 14. Februar 2022 an Reggie. Am 22. Februar 2022 gewann sie erneut die WWE 24/7 Championship, indem sie hierfür Reggie besiegte. Die Regentschaft hielt 56 Tage und sie verlor den Titel  am 18. April 2022 an Reggie. Den Titel gewann sie jedoch nach einigen Minuten von Akira Tozawa zurück. Die Regentschaft hielt 14 Tage und sie verlor den Titel am 2. Mai 2022 an Nikki A.S.H. Den Titel gewann sie jedoch in der gleichen Nacht von ihr zurück. Die Regentschaft hielt 28 Tage und sie verlor den Titel am 30. Mai 2022 an Tamina. Am 6. Juni 2022 gewann sie erneut den WWE 24/7 Championship, hierfür besiegte sie Tozawa. Die Regentschaft hielt 14 Tage und sie verlor den Titel am 20. Juni 2022 bei den Aufzeichnungen der Show WWE Main Event an Doudrop. Den Titel gewann sie jedoch einige Minuten später von Nikki A.S.H zurück. Die Regentschaft hielt 19 Tage und sie verlor den Titel am 9. Juli an Carmella. Den Titel konnte sie jedoch in der gleichen Nacht zurückgewinnen. In der darauffolgenden Nacht verlor sie den Titel erneut, jedoch gewann sie ihn zurück. Die Regentschaft hielt 8 Tage und sie verlor den Titel am 18. Juli 2022, jedoch gewann sie ihn in der gleichen Nacht zurück.
Am 21. September wurde Sebera von der WWE entlassen.

### Total Nonstop Action Wrestling (Seit 2024)
Am 13. Januar 2024, bei Hard To Kill, hatte Sebera ihren ersten TNA-Auftritt unter dem Namen Ash by Elegance.

## Titel und Auszeichnungen
- World Wrestling Entertainment
  - WWE 24/7 Championship (15×)

- Sports Illustrated
  - Nummer 28 der Top 30 Wrestlerinnen in 2016

- Pro Wrestling Illustrated
  - Nummer 26 der Top 50 Wrestlerinnen in der PWI der Frauen in 2016

## Privates
Sie war mit dem Bodybuilder Dallas McCarver (1991–2017) liiert, der im Alter von 26 Jahren an Herzversagen infolge langfristiger Verabreichung von Steroiden und nicht-steroidalen Hormonen starb.